# Alloeotomus
Alloeotomus is een geslacht van wantsen uit de familie blindwantsen. Het geslacht werd voor het eerst wetenschappelijk beschreven door Franz Xaver Fieber in 1858.

## Soorten
Het genus bevat de volgende soorten:

- Alloeotomus aetneus (A. Costa, 1841)
- Alloeotomus chinensis Reuter, 1903
- Alloeotomus cyprius (Wagner, 1953)
- Alloeotomus germanicus Wagner, 1939
- Alloeotomus gothicus (Fallén, 1807)
- Alloeotomus humeralis Zheng & Ma, 2004
- Alloeotomus kerzhneri Qi & Nonnaizab, 1994
- Alloeotomus montanus (Qi & Nonnaizab, 1995)
- Alloeotomus pericarti Matocq, 1998
- Alloeotomus rubripennis Ippolito & Lombardo, 1982
- Alloeotomus simplus (Uhler, 1896)
- Alloeotomus sticheli Wagner, 1939
- Alloeotomus yunnanensis Zheng & Ma, 2004